# リップ (時計)
リップ（英称：LIP）は、フランスのブザンソンに本拠を置く時計メーカー。
1867年にユダヤ系時計職人のエマニュエル・イザーク・リップマンは時計工場を設立した。1908年にリップマンから取ったLIPがブランド名になった。
かつては自社製ムーブメント、トゥールビヨンなども製造するマニュファクチュールだったが、クォーツショック以降は規模を縮小し、ミヨタなどの外部ムーブメントを用いた過去の製品の復刻を多く手掛けている。

## 主なモデル
- T10（La Croix du Sud）：ジャン・メルモーズの飛行機用に作成された。
- T18：長方形のケースと手巻きムーブメントを備える。アンドレ・ドナによって考案され、1933年から1949年まで生産された。1948年にウィンストン・チャーチルにT18が提供された。2024年、オリジナルのムーブメントをリバースエンジニアリングした復刻モデルが180本限定で発売された。
- ノーティックスキー：LIP社の100周年記念として、1967年の春に発売された。初めて200メートル防水機能を備えたこの時計は、トラブル防止のためガラス内側に回転ベゼルを装備した。
- l'Electronic：1952年最初のモデルは、フランス軍の将校シャルル・ド・ゴールと米国大統領ドワイト・D・アイゼンハワーによって着用された。
- Mach 2000：TGV高速列車の設計者であるロジェ・タロン（フランス語版）によって考案された時計モデル。円と直線を用いたケースと、カラフルな球状のボタンが特徴。
- Henriette：2015年にレディース時計として発売された。